# Cantone di Niort-Est
Il Cantone di Niort-Est era una divisione amministrativa dell'Arrondissement di Niort.
A seguito della riforma approvata con decreto del 18 febbraio 2014, che ha avuto attuazione dopo le elezioni dipartimentali del 2015, è stato soppresso.

## Composizione
Comprendeva solo parte della città di Niort.